# Allopiophila pectiniventris
Allopiophila pectiniventris är en tvåvingeart som först beskrevs av Oswald Duda 1924.  Allopiophila pectiniventris ingår i släktet Allopiophila och familjen ostflugor. Inga underarter finns listade i Catalogue of Life.